# Stor-Abborrtjärnen, Värmland
Stor-Abborrtjärnen är en sjö i Torsby kommun i Värmland och ingår i Göta älvs huvudavrinningsområde.